# Ghali (rapero)
Ghali Amdouni (Milán 21 de mayo de 1993), conocido simplemente como Ghali, es un rapero italiano.

## Biografía

### Infancia y debut
Nació el 21 de mayo de 1993 en Milán, hijo de padres tunecinos, y ha pasado gran parte de su infancia en Baggio, un barrio en la periferia de Milán.Vivió una infancia muy dura, entre la pobreza y la ausencia del padre, quien fue encarcelado y luego regresó a Túnez. Durante la adolescencia creció en un ambiente de degradación y criminalidad, siendo arrestado como menor y pasando un período de detención en el correccional de menores "Cesare Beccaria" de Milán.
Se acerca al mundo del hip hop bajo el pseudónimo de Fobia, luego modificado a Ghali Foh. En 2011 fundó Troupe D'Elite, grupo en el que también se encontraban el rapero Er Nyah (ahora conocido como Ernia), la cantante Maite y el productor Fonzie (ahora conocido como Fawzi). Ese mismo año recibió una llamada del rapero Guè Pequeno quien lo contrata para su discográfica Tanta Roba. Fue notado también por Fedez, y lo acompaña en su gira. En 2012 pubblica con Troupe d'Elite un EP homónimo, definido por la crítica como uno de los puntos más bajos del hip hop italiano. En julio de 2013 publicó el mixtape Leader, colaborando con artistas como Sfera Ebbasta y Maruego. Un año después, Troupe D'Elite rescindió el contrato con Tanta Roba y publicó el álbum Il mio giorno preferito como artistas independientes, en descarga gratuita en la plataforma Honiro.
Desde 2014 hasta 2016, publicó una serie de sencillos acompañados de videoclips en su propio canal de YouTube, gracias a los cuales obtuvo popularidad y que luego fueron incluidos en la recopilación Lunga vita a Sto, publicada el 24 de noviembre de 2017. En 2015, además, cambió su nombre artístico a Ghali.

## Carrera
Comenzó en el rap como un hobby. Funda en 2014 los Troupe d'Élite, con Er Nyah, Fonzie y Maite. En 2016 publica la canción Ninna Nanna, todo un éxito en Italia . En el 2017 publicó Pizza kebab y participó en "Bimbi", primera canción de Charlie Charles, junto a Izi, Rkomi, Sfera Ebbasta y Tedua. 
En el 2017 publica su primer álbum, "Album". En el 2018 pública el sencillo "Cara Italia", y, en el 2019 publica "I love you", Turbococco" y "Hasta la vista". En el 2020 publica su segundo álbum, titulado "DNA". 
En mayo de 2020, publica una serie de sencillos, la mayoría son remix de canciones de su nuevo álbum "DNA", con colaboraciones de artistas como Pyrex, Anna y Don Patricio. El 13 de noviembre de 2020 publica una expansión de su disco “DNA” llamado “DNA DELUXE X” en las que añade dos canciones nuevas (1993 y Mille Pare), además de los sencillos que había sacado durante el año.
El 18 de mayo de 2022 saca su tercer disco, denominado “Sensazione Ultra”.
Con este disco Ghali quiere transmitir su lado más personal, con la mayor utilización en sus letras del árabe, debido a ser descendiente de padres tunecinos.
Entre las canciones de este disco destacamos “Bayna”, su primera canción  escrita casi al completo en árabe y la cual da nombre a un barco de ayuda humanitaria en el Mediterráneo (Proyecto Mediterranearescue).
Después de la salida de su tercer disco, Ghali comenzó una gira por toda Europa, en ciudades como Madrid, París o Londres, la primera fuera de su país natal.

## Discografía

### Álbumes
- 2017 - Album
- 2020 - DNA
- 2020 - DNA DELUXE X
- 2022 - SENSAZIONE ULTRA
- 2024 - Pizza Kebab Vol. 1

### Colecciones
- 2017 - Lunga vita a Sto

### Sencillos
- 2016 - Ninna Nanna
- 2017 - Pizza Kebab
- 2017 - Happy Days
- 2017 - Habibi
- 2018 - Cara Italia
- 2018 - Peace & Love
- 2018 - Zingarello
- 2019 - I love you
- 2019 - Turbococco
- 2019 - Hasta La Vista
- 2019 - Flashback
- 2019 - Goku
- 2020 - Boogieman
- 2020 - Cacao
- 2021 - Chiagne ancora (con Liberato y J Lord)
- 2021 - Wallah
- 2022 - Walo
- 2022 - Fortuna
- 2024 - Casa mia